# Åsensbruk
Åsensbruk est une localité de la commune de Mellerud dans le comté de Västra Götaland en Suède.
Sa population était de 711 habitants en 2019.